# Критерій Гурвіца
Критерій песимізму-оптимізму Гурвиця.
Цей критерій під час вибору рішення рекомендує керуватися деяким середнім результатом, що характеризує стан між крайнім песимізмом і невтримним оптимізмом.
{\displaystyle X_{opt}=\arg \max _{x\in X}{\mathcal {f}}(1-p)\min _{x\in X}u(x,s)+p\max _{x\in X}u(x,s){\mathcal {g}},}
де {\displaystyle p} — коефіцієнт оптимізму {\displaystyle (0\leqslant p\leqslant 1)}, а {\displaystyle u(x,s)} — функція рішень, визначена на {\displaystyle X\times S}, де {\displaystyle X} — множина альтернатив, {\displaystyle S} — множина станів.
При {\displaystyle p=0} критерій Гурвиця збігається з максимаксним критерієм, а при {\displaystyle p=1} - із критерієм Вальда.
Для дискретного випадку:
{\displaystyle X_{opt}=\arg \max _{x_{k}k=1,M}{\mathcal {f}}(1-p)\min _{x_{j}j=1,N}u(x,s)+p\max _{x_{j}j=1,N}u(x,s){\mathcal {g}},}
Де {\displaystyle M} — кількість альтернатив, а {\displaystyle N} — кількість наслідків.

## Розглянемо приклад
Застосуємо даний критерій до матриці рішень{\displaystyle A} при {\displaystyle p=0.5}. Матриця {\displaystyle A} має вигляд:
{\displaystyle \mathbf {A} =\left({\begin{array}{rrrr}1&4&5&9\\3&8&4&3\\4&6&6&2\end{array}}\right).}
для першої альтернативи ({\displaystyle x=1):0.5(1+9)=5};
для другої альтернативи ({\displaystyle x=2):0.5(3+8)=5.5};
для третьої альтернативи ({\displaystyle x=3):0.5(2+6)=4};
Тоді {\displaystyle X_{opt}=\arg \max _{x_{k}k=1,3}{\mathcal {f}}5,5.5,4{\mathcal {g}}={\mathcal {f}}x_{2}{\mathcal {g}}}, тобто оптимальною є друга альтернатива {\displaystyle A_{2}}

## Критерії прийняття рішень
- Теорія рішень
- Критерій Баєса — Лапласа
- Критерій Вальда
- Критерій Севіджа
- Критерій Гермейєра
- Критерій добутків
- Критерій Ходжа — Лемана
- Критерій максимальної імовірності